# Kabos Ilonka
Kabos Ilonka, Kabos Ilona (született Rosenberg Ilona) (Budapest, 1893. december 7. – London, 1973. május 27.) magyar zongoraművész.

## Élete
Kabos Ede újságírónak, Ady Endre egyik jelentős támogatójának a lánya volt. Édesanyja Fisch Janka volt. 
A budapesti Zeneakadémián Szendy Árpád  (Liszt tanítványa), Weiner Leó és Kodály Zoltán tanítványa volt. 1915. augusztus 18-án Budapesten házasságot kötött Zsigmondy Gábor Béla zongoraművésszel. 1925-ben elváltak.
Az 1920-as évektől lépett fel mind Magyarországon, mind külföldön, jelentős sikerrel. 1931-1936 között tanított a Zeneakadémián. 1938-ban Londonban telepedett le. 1956-ban a Liszt-, 1961-ben a Liszt-Bartók-zongoraverseny zsűritagja volt Budapesten.
Ady Endre: Fehér lyány virág-kezei című versének ajánlása így hangzik: Kabos Ilonka, kedves, kis húgomnak. Ady leveleinek egy részét Kabos Ilonka őrizte meg, majd ajándékozta a Magyar Tudományos Akadémia Könyvtára Kézirattárnak.
Virág-kezeid diszítsék föl

Választott tiednek a lelkét

S kertetek boldog muzsikáját

Égen és földön irigyeljék.

...
Továbbá elénekelte Mikes György Londonban élő újságíró Sztálin-tangó c.  bravúros paródiáját, amelyet a BBC Rádió rögzített. 
Kabos Ilonka második házastársa Kentner Lajos zongoraművész volt.
André Tchaikowsky Kabos Ilonkának ajánlotta az Invenciók zongorára, op. 2 ciklus (1961–63) harmadik darabját. Serge Tcherepnine 1968-ban komponálta Kabos Ilonkának c. zongoraművét.